# Federacja Malajska na Letnich Igrzyskach Olimpijskich 1956
Podczas Letnich Igrzysk Olimpijskich 1956 w Melbourne wystąpiło 32 reprezentantów Federacji Malajskiej (31 mężczyzn i jedna kobieta). Na igrzyskach w Melbourne wystąpili także (również po raz pierwszy w historii) sportowcy z Borneo Północnego.

## Lekkoatletyka
100 m mężczyzn
- Raja bin Ngah Ali
  - eliminacje: 11.2 s (→ nie awansował)
- Sinnayah Karuppiah Jarabalan
  - eliminacje: 11.3 s (→ nie awansował)
- Lee Kah Fook
  - eliminacje: 11.6 s (→ nie awansował)

200 m mężczyzn
- Lee Kah Fook
  - eliminacje: 23.7 s (→ nie awansował)

400 m mężczyzn
- Kenneth Perera
  - eliminacje: ? (→ nie awansował)
- Abdul Rahim bin Ahmed
  - eliminacje: 50.8 s (→ nie awansował)

800 m mężczyzn
- Manikavagasam Harichandra
  - eliminacje (→ nie awansował)
- Kenneth Perera
  - eliminacje (→ nie awansował)

100 metrów kobiet
- Annie Choong
  - eliminacje: 12.5 s (→ nie awansowała)

## Hokej na trawie
- 8. miejsce (3. miejsce w grupie eliminacyjnej)
  - 2:2  Wielka Brytania
  - 2:3  Australia
  - 1:1  Kenia

- Kadra: Sheikh Ali, Noel Arul, Chua Eng Kim, Chuah Eng Cheng, Salam Devendran, Aman Ullah Karim, Thomas Lawrence, Supaat Nadarajah, Philip Sankey, Rajaratnam Selvanayagam, Hamzah Shamsuddin, Manikam Shanmuganathan, Michael Shepherdson, Gian Singh, Gerald Toft, Peter Van Huizen, Wilfred Vias

## Pływanie
100 m stylem grzbietowym mężczyzn
- Lim Heng Chek
  - eliminacje: 1.12,4 (→ nie awansował)

200 m stylem motylkowym mężczyzn
- Fong Seow Hor
  - eliminacje: 2.56,0 (→ nie awansował)

## Podnoszenie ciężarów
56-60 kg
- Eng Tong Koh
  - 285 kg (→ 17. miejsce)

67,5-75 kg
- Chan Pak Lum
  - wycofał się przed podrzutem (→ 14. miejsce)

82,5-90 kg
- Tan Kim Bee
  - 395 kg (→ 6. miejsce)

## Strzelectwo
pistolet dowolny
- Joseph Chong
  - 438 pkt (→ 33. miejsce)

do rzutek
- Moe Fu Kiat
  - 145 pkt (→ 28. miejsce)
- Liew Foh Sin
  - 140 pkt (→ 29. miejsce)